# Churwalden
Churwalden (rétorománsky zastarale Curvalda) je obec ve švýcarském kantonu Graubünden, okresu Plessur. Nachází se asi 8 kilometrů jižně od kantonálního hlavního města Churu, v nadmořské výšce 1 230 metrů. Má necelé 2 000 obyvatel a jde o letní i zimní turistické středisko.
K 1. lednu 2010 se Churwalden spojil se sousedními, doposud samostatnými obcemi Malix a Parpan do nové obce Churwalden.

## Geografie

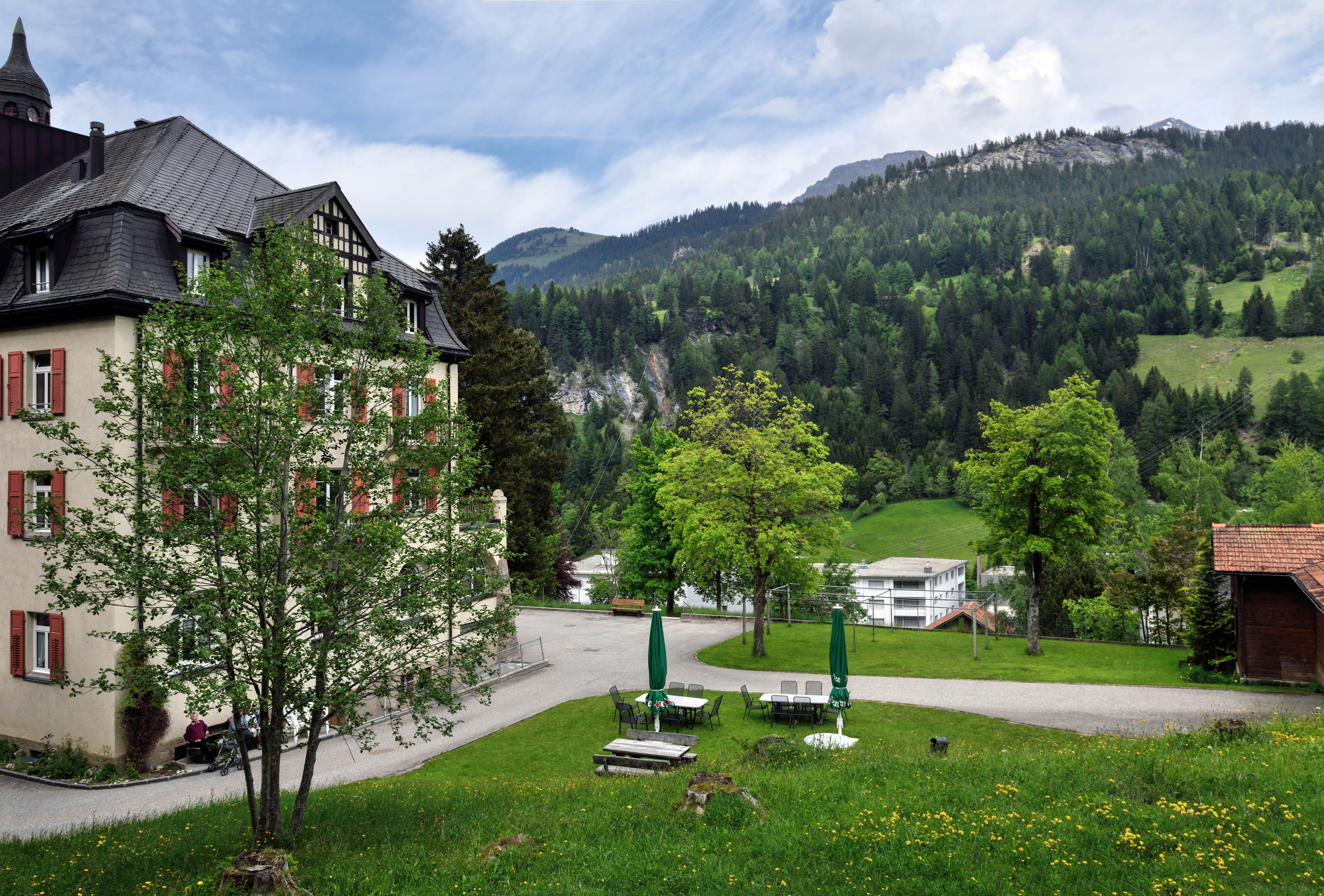
Centrum Churwaldenu

Churwalden leží 8 kilometrů jižně od hlavního města kantonu Chur v průsmyku do Lenzerheide. Území obce zahrnuje dva malebně kontrastní úseky údolí vedoucí od jihu k severu, jímž protéká říčka Rabiosa, levý přítok Plessuru. Řeka, jejíž název znamená „dravá“, pramení v několika pramenných oblastech v široké kotlině v nadmořské výšce kolem 1200 metrů mezi vrcholy Stätzerhorn na západě a Rothorn na východě. Na levé straně údolí dosahuje území obce hřebene u Stätzerhornu (2 574 m, nejvyšší bod obce) a Fulhornu (2 529 m), na pravém svahu, který se zvedá v několika stupních, se rozkládá až k Täliflue (2 301 m), která stojí před Gürgaletschem, nejsevernějším výběžkem řetězce Rothorn. Níže po proudu vytvořila Rabiusa erozí měkkých břidlicových vrstev úzkou, převážně bezcestnou soutěsku. Zde tok řeky odděluje jednotlivé obce; pouze pravá strana údolí patří Churwaldenu. Rabiosa se vlévá do Plessuru u Araschgenu, na hranici s Churem, což je s 630 m n. m. nejnižší bod v obci a který tvoří severní hranici Churwaldenu.
Obec Churwalden v oblasti údolní kotliny, původně rozptýlené osídlení, se v důsledku stavební činnosti ve 20. století vyvinula v přibližně 2 kilometry dlouhou údolní obec. K obci patří okolní osady Stettli, Brugg, Pradaschier, Lax a Egga, řada samostatných usedlostí a salaší na terasách na pravé straně údolí, lázně Passugg a domy v Meiersbodenu.
Sousedními obcemi jsou Chur, Tschiertschen-Praden, Vaz/Obervaz, Domleschg a Domat/Ems.

## Historie

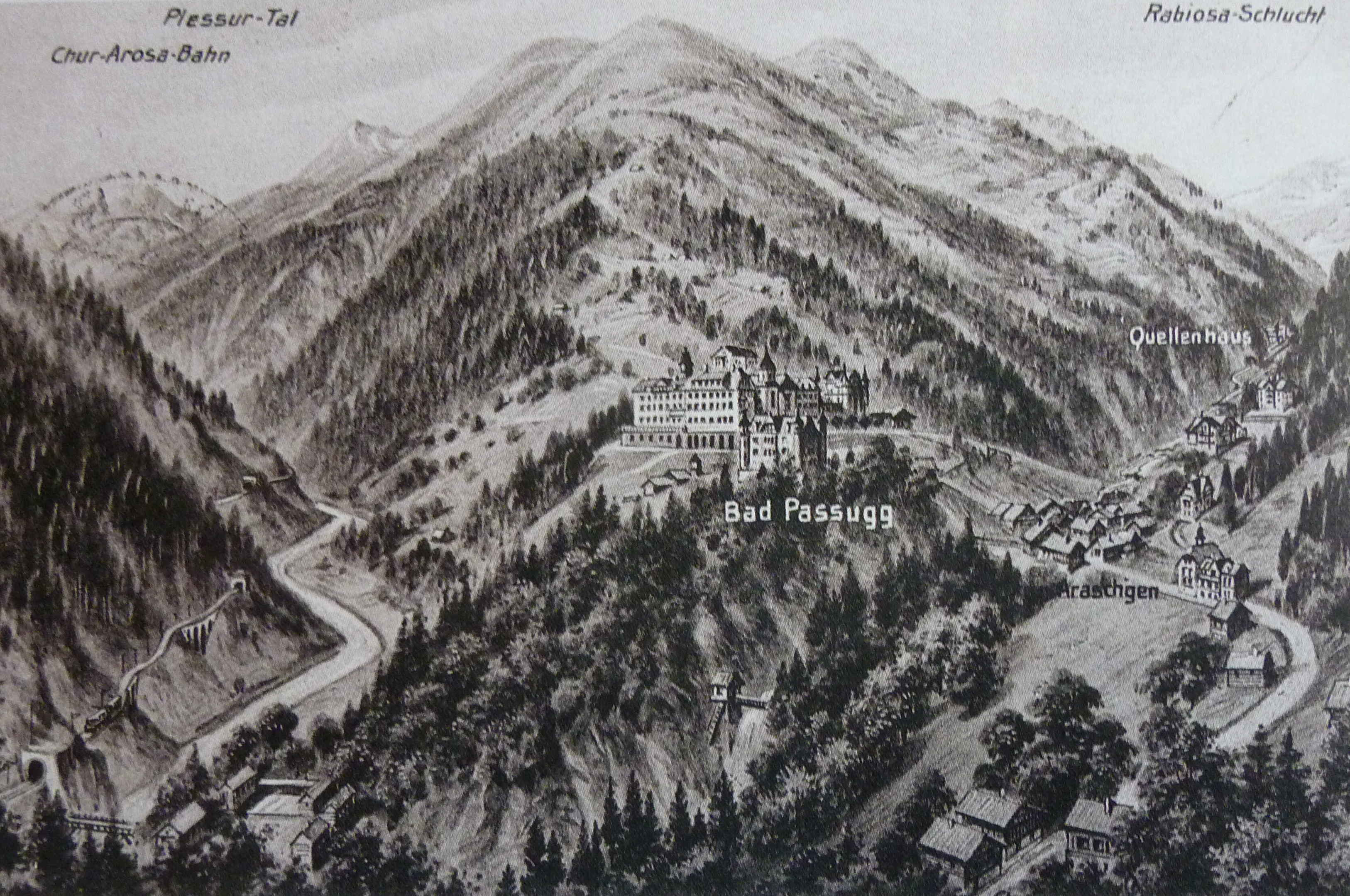
Lázně Passugg (1910)

Jádrem osady bylo premonstrátské opatství Churwalden, dceřiný klášter kláštera Roggenburg v jižním Německu, který pravděpodobně založili baroni z Vazu kolem roku 1150. Klášter, který se nachází na severním konci dnešní obce, je v listinách zmiňován v roce 1149 jako S. Maria in silva Augeria a v roce 1191 jako Curwalde. V roce 1295 došlo v oblasti k zemětřesení s vážným poškozením budov (intenzita odpovídající přibližně 8. stupni Richterovy stupnice).
Během reformace bylo klášterní jmění v roce 1527 zkonfiskováno a klášter byl fakticky zrušen, přestože zde až do roku 1599 působil opat a poté až do roku 1803 správce mateřského kláštera. Bývalý klášterní kostel sloužil až do roku 1967 jako farní kostel pro obě vyznání.
Světské panství s centrem na hradě Strassberg 3 kilometry severně od Churwaldenu přešlo z rukou Vazerů na Toggenburky a v roce 1477 na rod Habsburků. Ve společenství Tří lig (Drei Bünden) patřil dvůr Churwalden (s Malixem, Parpanem a Tschiertschenem, ale bez Pradenu) k Zehngerichtebundu. V roce 1649 bylo panství vykoupeno z Rakouska.
Kromě zemědělství hrála důležitou roli i průjezdní doprava. Za dopravu přes Lenzerheide, která tvoří úsek historické tranzitní trasy z Churu do průsmyků Julier a Septimer, byl zodpovědný Lenz. Od poloviny 19. století se Churwalden rozvíjel jako klimatické lázně a od 60. let 20. století se zde po vzoru sousedních středisek Lenzerheide a Valbella začaly rozvíjet zimní sporty.

## Obyvatelstvo
| Rok            | 1623 | 1850 | 1900 | 1950 | 1990  | 2000  | 2019  |
| Počet obyvatel | 575  | 695  | 620  | 815  | 1 247 | 1 236 | 1 912 |

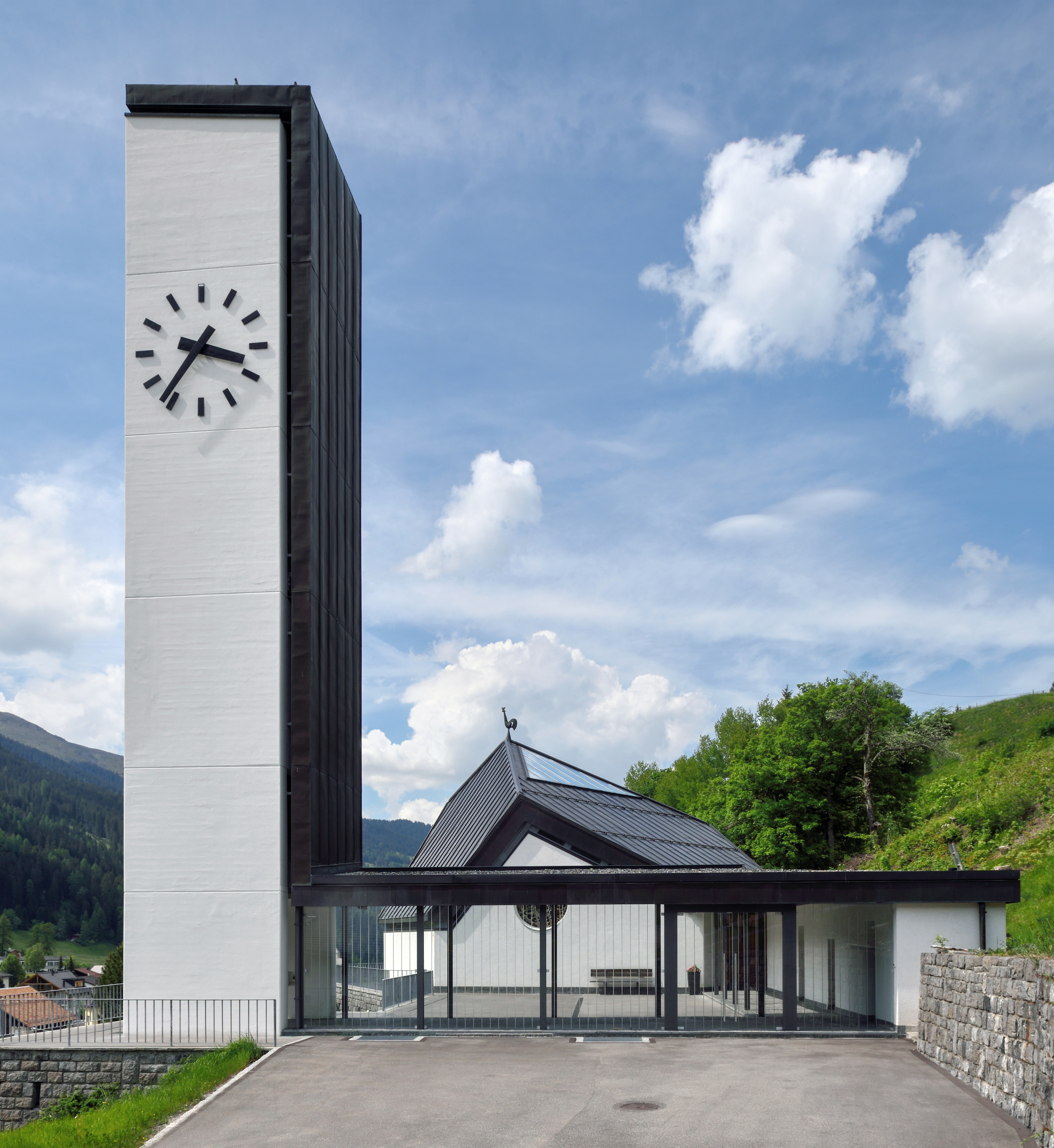
Moderní reformovaný kostel v Churwaldenu

Churwalden je tradičně nábožensky paritní obec se smíšeným reformovaným a katolickým obyvatelstvem. Klášterní kostel byl až do výstavby nového reformovaného kostela v 60. letech 20. století využíván oběma vyznáními současně, od té doby patří katolíkům a slouží také jako pohřební kostel pro obyvatele všech vyznání.

## Doprava
Churwalden leží na kantonální hlavní silnici č. 3, vedoucí z Churu do Svatého Mořice. Železniční spojení obec nemá.

## Osobnosti
- Heini Hemmi (* 1949), švýcarský alpský lyžař a lyžařský funkcionář, narodil se a vyrostl v Churwaldenu